# Histoire Véritable
Cet article concerne une œuvre de Montesquieu. Pour l'œuvre homonyme de Lucien, voir Histoires vraies (Lucien).

Histoire Véritable est un manuscrit écrit par le philosophe Montesquieu entre 1730 et 1738.
L'œuvre est une imitation de l'Histoire véritable de Lucien. Il ne s'agit pas véritablement d'un roman mais plutôt d'un conte philosophique.
Il existe plusieurs versions du manuscrit retrouvé dans les papiers de Montesquieu, celle publiée par le baron Montesquieu en 1892 est une version remaniée, alors que celle publiée en 1902 est une version primitive. Roger Caillois dans son édition critique donne les différences entre les versions du texte.

## Résumé
Le narrateur raconte les aventures qu'il a vécues au cours de ses différentes vies, qu'il soit homme, femme ou un animal. Toutes ses vies sont une série d'épreuves provoquées par son « génie ».

## Genèse du texte
Montesquieu avait écrit dans sa jeunesse une fantaisie romanesque : Histoire Véritable, fondée sur la métempsycose. Vers 1730, Montesquieu envoie son manuscrit à son ami Jean-Jacques Bel pour commentaires, ce dont Bel ne se prive pas. La Bibliothèque municipale de Bordeaux conserve le brouillon de la réponse de Bel.
Finalement, Montesquieu décide de ne pas publier son Histoire véritable. C'est seulement en 1892 que le manuscrit est découvert et publié dans  Mélanges inédits de Montesquieu volume I. En même temps, un érudit bordelais, Louis de Bordes de Fortage, découvre dans les archives de la famille Lainé le manuscrit que Montesquieu avait envoyé à Bel pour commentaire : Histoire Véritable (manuscrit originel). 
Une comparaison du texte originel, des Notes de Bel et de texte remanié par Montesquieu, a été publié
 en 1993, qui montre à quel point Montesquieu a tenu compte de l'avis de Bel.

### Éditions
- Histoire Véritable dans Mélanges inédits de Montesquieu volume II, publiés par le Baron de Montesquieu, Bordeaux et Paris, Gounouilhou et Rouam, 1892, p. 31 à 84
- Histoire Véritable, introduction et notes de Louis Bordes de Fortage, Bordeaux, Gounouilhou, 1902, 78 p. (texte archivé)
- Histoire Véritable, préface et notes de Louis Emié, Paris, Gallimard, 1942, 152 p.
- Histoire Véritable, édition critique de Roger Caillois, Lille et Genève, Giard et Droz, 1948, 84 p.
- Histoire Véritable et autres fictions, édition de Catherine Volpilhac-Auger et Philip Stewart, Paris, Gallimard, 2011, 364 p.

### Études
- Jacques Rustin, « L’Histoire véritable dans la littérature romanesque du XVIIIe siècle », Cahiers de l'association internationale d’études françaises 18 (mars 1966), p. 89-102.
- Alberto Postigliola, « L'Histoire véritable. Prélude épistémologique à L’Esprit des lois », Cahiers Montesquieu 1 (1993), p. 147-167.
- Jean-François Perrin, « Métempsycose. Soi-même comme multitude : le cas du récit à métempsycose au XVIIIe siècle », Dix-Huitième Siècle 41 (2009), p. 169-186.
- Philip Stewart et Catherine Volpilhac-Auger, Histoire véritable et autres fictions, Paris, Gallimard, « Folio Classique », 2011, introductions.
- Carole Dornier, article du Dictionnaire Montesquieu, ENS, Lyon, 2013 : http://dictionnaire-montesquieu.ens-lyon.fr/fr/article/1376475643/fr/